# Cshö Gjuha
Cshö Gjuha vagy Csoj Kju Ha (hangul: 최규하, handzsa: 崔圭夏, RR: Choi Kyu-hah; Vondzsu (Wonju), 1919. július 16. – Szöul (Seoul), 2006. október 22.) dél-koreai politikus, hazája külügyminisztere, később kormányfője, majd államfője.

## Élete
1919. július 16-án született Vondzsuban (Wonju-ban) Cshö Jango (최양오, Choi Yang-oh) és I Ungszon (이응선, Lee Eung-seon) gyermekeként. Tanulmányait Japánban, a Cukubai (Tsukuba-i) Egyetem angol nyelv és irodalom szakán végezte.
1967 és 1971 között Dél-Korea külügyminisztere, 1975 és 1979 között pedig miniszterelnöke. Pak Csong Hi (Park Chung-hee) elleni merénylet után a Jusin (Yushin) Alkotmány 48. cikkelye alapján őt választotta meg a vezérkar ideiglenes elnöknek. Demokratikus választásokat, és új alkotmányt ígért, és meg is nyerte az 1979 decemberi választásokat. 1980 augusztusában Cson Duhvan (Chun Doo-hwan) által vezetett csoport államcsínyt hajtott végre, eltávolította hivatalából, és helyére ideiglenesen Pak Cshunghun (Park Chung-hoon), majd később Cson Duhvan (Chun Doo-hwan) került.